# IAR 316
IAR 316 este un elicopter de antrenament produs de Industria Aeronautică Română, sub licență de la compania franceză Aerospatiale. Producția acestui model a început în anul 1971 la uzina IAR din Ghimbav și a fost sistată în 1987. În total au fost construite 250 de exemplare, dintre care 125 pentru Armata Română. Celelalte 125 de exemplare au fost exportate către țări precum Pakistan, Angola și Guinea. Unele aparate IAR 316 au fost modificate pentru a opera rachete de 57 mm, precum și rachete antitanc. S-a încercat și transformarea elicopterului IAR 316 într-un elicopter de atac numit IAR 317 "Airfox" dar numai un prototip a fost construit.

## Operatori
- România: 6 aparate pentru armată (nr. 53, 57, 70, 72, 122, 118) și 2 pentru poliție (nr. 49, 106)
- Republica Moldova: 1 donat de România în 2019 (nr. 35)